# Тукидид
Тукидид (на гръцки: Θουκυδίδης; на латински: Thucydides) е древногръцки историк и военачалник, автор на „История на Пелопонеската война“ в 8 книги. Още в античността Тукидид е ценен високо както заради историческите си методи, така и заради блестящия си език и стил. Той е първият историк, чието съчинение е не просто описание на събитията, а научно изследване на техните причини и основания, и на мястото им в развитието на обществото.

## Биографични данни
Основните данни за живота на Тукидид черпим от собствената му „История“, както и от две биографии, едната дело на Марцелин, а другата от неизвестен автор. Сведенията за живота му са оскъдни и дори годината на раждането му не е известна с достатъчна точност.
Тукидид е роден в Атина между 460 и 454 г. пр.н.е. в знатно семейство, потомък на атинските държавници Милтиад и Кимон и на тракийски царски род. Произхожда от богата трако-елинска атинска аристократическа фамилия, която била родствено свързана със знатни семейства от Южна Тракия (откъдето е било потеклото както на баща му, така и на майка му), където фамилията имала собствени златни рудници в Тракия. Бащата на Тукидид Олор носи името на тракийския цар Олор, за чиято дъщеря Хегезипила се оженил Милтиад. Хегезипила било името и на майката на Тукидид. От бащиния си род или чрез съпругата си, която била тракийка, Тукидид притежавал златни рудници в местността Скаптесиле в планината Кушница (Пангей).
Тукидид получил отлично за времето си образование, като за негови учители се сочат философът Анаксагор и ораторът Антифонт. Според речника Суда и една от биографиите, като дете Тукидид слушал Херодот да чете откъси от историята си на Олимпийските игри и се разплакал от вълнение. Херодот се впечатлил и казал на баща му: „Блазе ти, Олоре, за чудесното дете! В душата на сина ти бушува страстта към познанието.“
Като стратег и член на Върховната военна колегия Тукидид е бил непосредствен свидетел на процеса на изострянето на политическите противоречия между Атина и Спарта и е взел и непосредствено участие в избухналата по този повод през 431 г. пр.н.е. Пелопонеска война. Според думите на самия Тукидид той започнал работата над историята си веднага след избухването на Пелопонеската война (431 г. пр.н.е.). През 430 г. пр.н.е. преживява в Атина голямата чумна епидемия, за чието разпространение и симптоми прави подробно описание. През 424 г. пр.н.е. Тукидид, поради връзките и влиянието си в Тракия, е избран за стратег и изпратен начело на 7 кораба към тракийското крайбрежие при остров Тасос. В края на есента или началото на зимата е повикан, за да предотврати превземането на град Амфиполис от спартанския военачалник Брасид, но пристига вечерта на същия ден, в който градът се предава, и успява да спаси само тържището Ейон, отстоящо на около 5 км от Амфиполис. След този неуспех Тукидид е осъден на изгнание (или става изгнаник доброволно, за да избегне по-сурово наказание), и се посвещава изцяло на своята История. като се оттегля в тракийското имение в Скаптесиле на баба си тракийката Хегесапила и се издържа с приходите от златната мина в планината Кушница (Пангей), която баба му донесла като зестра. Предполага се, че през този период той е предприел няколко пътувания, включително до Сицилия, за да събира материали за книгата си. През 406 г. пр.н.е. навярно посещава македонския цар Архелай в Пела, където написва епитафия за починалия там трагик Еврипид. Изгнанието на Тукидид според собствените му думи продължило 20 години, т.е. до 404/3 г. пр.н.е., когато след края на Пелопонеската война била гласувана амнистия и той вероятно се завърнал в Атина, където продължил да работи върху книгата си, но не можал да я довърши и починал, като успял да опише само събитията до 411 г. пр.н.е., а самото издаване на книгата било осъществено едва след смъртта му.
За датата на смъртта му липсват точни сведения (според Марцелин е „умрял на възраст над петдесет години“), но по косвени данни тя може да се постави между 404 и 396 г. пр.н.е.: Тукидид доживява края на войната (404 г. пр.н.е.), за който пише на няколко пъти в съчинението си; от друга страна в История на Пелопонеската война се споменават три изригвания на вулкана Етна, последното през 425 г. пр.н.е., което показва, че Тукидид вече е бил покойник по време на изригването от 396 г. пр.н.е.
Различните източници си противоречат за мястото на смъртта му – едни я поставят в Тракия, други – в Атина, а изобразената върху надгробния паметник на Тукидид мачта породила легендата, че е загинал при корабокрушение. Според Плутарх Тукидид бил убит в Скаптесиле, а според Павзаний станал жертва на престъпление скоро след завръщането си в Атина. Тукидид бил погребан в семейното гробище на Кимоновия род близо до Мелитската порта в северозападната част на Атина, редом със сестрата на Кимон Елпиника. Скромният надпис върху надгробната му плоча гласял „Тукидид, син на Олор, от дема Халимунт“.

## История на Пелопонеската война
Трудът на Тукидид се състои от осем книги, като самото негово разделяне на книги, глави и параграфи е било направено не от него, а от издателите. Замисълът му е бил много обширен и е бил насочен преди всичко към изследването на съвременността, и най-вече на Пелопонеската война. По-голямата част от събитията са описани на базата на неговите непосредствени наблюдения и впечатления, а останалите – върху основата на допълнително събрани от него свидетелства и документи. Девет десети от обема на съчинението е посветен изключително на описанието на войната, и само една десета (I, 2 – 19) – на историческото развитие на Елада и на земите в Източното Средиземноморие преди Пелопонеската война. При това тази една десета част от обема на трактата е била подчинена на строго определената цел – чрез съпоставка на пространства и събития да покаже събитията преди войната и нейното историческото значение.
Самият Тукидид свидетелства, че е започнал да пише своето произведение още с избухването на войната, като още в самото начало е бил приел тезата, че му предстои да опише едно твърде важно и доста продължително събитие. В тази връзка той сочи, че като първостепенна своя задача си е бил поставил издирването на истината, изнамирането и установяването на онова, което е сигурно, без да използва непроверени сведения. Така или иначе, макар че във висока степен се е ръководел от собствените си записки, при описанието на събитията, които са станали след неговото изгнание и които не е можал да наблюдава лично, той напълно закономерно е използвал чужди писмени извори и във връзка с това е възникнал един все още неизяснен от историческата наука въпрос за използваните от него извори и отношението му към тях. Счита се за несъмнено, че Тукидид често е ползвал богат документален материал, и най-вече текстове на важни международни договори, съхранявани в различни полиси.
Важен документален източник, често използван от Тукидид, са били и речите, които различните политици са произнасяли в народното събрание, както и военните речи на пълководците, произнесени преди или след определени важни военни събития. Самите тези речи умело са включени в стилистическата тъкан на произведението и представляват негова органически съставна част. Във връзка с тях самият Тукидид изрично отбелязва, че той ги е възпроизвел преди всичко по техния „най-общ смисъл“, тъй като е невъзможно да бъдат възпроизведени буквално точно, а редица съвременни изследователи, подчертавайки липсата на „фотографична точност“ на речите, ги определят като „специфичен метод на изображение на събитията“, внасящ силен идеализационно-художествен, драматургичен и психологически елемент, доближаващ се до внушаваната от хора в атическата трагедия „художествена правда“, но по същество не водещ до нарушаване на най-общите изисквания за придържане към „историческата истина“. Така или иначе, втъканите в историческото изложение и имащи преди всичко политически характер речи, изпълняват и следните строго фиксирани методологически функции:
- поставени в контекста на определена исторически значима ситуация, те встъпват като фактор, подготвящ, обуславящ и обясняващ по-нататъшното развитие на събитията;

- диференцирано разгледани съобразно особеностите на отделните оратори, те разкриват характерите на отделните политически и военни дейци и правят разбираема връзката между политическото и военното мислене (решенията) от една страна, и действията, от друга страна;

- дават възможност на съвременния читател да осмисли достатъчно релефно въпроса за противоположните гледни точки и да формира у себе си един своеобразен ретроалтернативен поглед върху събитията.

В „История“-та се съдържат изключително много на брой и богати по съдържание отделни текстове, от които могат да бъдат направени достатъчно ясни изводи за възгледите на Тукидид, за неговите симпатии и антипатии както към конкретни личности и политически позиции, така и към най-общо формулирани обществено-политически идеи. От тях е видно, че най-обща платформа и предпоставка за възгледите на автора са постиженията на йонийската натурфилософия, на съвременната му наука и литература, на атическата трагедия, както и възгледите на Сократ. От тях е видно, също така, че Тукидид изрично е декларирал своето „противопоставяне“ на методите, използвани от неговите предшественици, преди всичко от Омир и Херодот, при което своя метод той е определял като „критическо описание“, а метода на предшествениците си – като „съставяне“ и „съчиняване“, без каквато и да е критическа проверка на истинността на събитията. Тукидид е демонстрирал подчертан стремеж към разкриване на реалните политически сили, които са двигател на събитията; демонстрирал е и отказ от биографически, технически и политически подробности, при което заложените в човешката натура психологически фактори, морални и социални качества са поставени на последно място във веригата на причините за събитията, а божествените фактори са напълно определено изключени от причинната верига; при това, в същото време, макар и при пълно игнориране на една ясно подчертана културно-историческа гледна точка, Тукидид все пак е достигнал до дълбокото разбиране, че факторите на историческия процес в крайна сметка са заложени в най-дълбоките пластове на човешката природа. Внимание заслужава също така и фактът, че въпреки изрично провъзгласения от него принцип за истинност и точност при предаването на историческите факти, Тукидид все пак съвсем не се е отказал от субективизма и личните пристрастия, което пределно ясно личи преди всичко при подбора и оценката на описаните от него факти. В тази връзка С. Я. Лурие отбелязва, че той напълно съзнателно и преднамерено е премълчавал за съществуването на едни, все пак достатъчно важни факти, каквито са били напр. сключените през 447 и 423 г. пр.н.е. два договори между атиняните и персите, както и едно от пораженията на спартанците. Особено внимание заслужава и аксиоматично и имплицитно поднесената от Тукидид теза за повторяемост на съдбата на отделните личности и на отделните народи, позовавайки се на неизменността на свойствата на човешката натура. Във връзка с това той е фиксирал любопитни гледни точки, при които е представил като неразривно и дълбоко свързани събития, които често пъти са напълно отчетливо ясно времево и пространствено отдалечени едно от друго, при което тези събития са представени като притежаващи една обща, обединителна точка или причинен център, макар и въобще необяснени от него.
Съществено важно научно достойнство на историческия труд на Тукидид е авторовото безпристрастие при описанието, поне що се отнася до външнополитическите събития. Така, тъй като той не скрива тъмните страни на атинската политика и отдава дължимото уважение на достойнствата на своите военни противници, Карл Попър пише, че „когато четем Тукидид, винаги трябва да помним, че той не симпатизира на Атина, родния си град, и че със сигурност не е приятел нито на атинския народ, демоса, който го осъжда на изгнание, нито на неговата империалистическа политика“.
Само едно поколение дели Тукидид от Херодот, но въпреки това в научно отношение произведението на Тукидид е изключително огромна крачка напред. В европейската историческа наука Тукидид се счита за основоположник на научно-критическия и драматургическия метод, докато Херодот – на новелистическия, като неговото произведение е и изключително важен паметник на античната проза. Освен това, докато Херодот е писал на йонийски, то Тукидид е поставил началото на използването в историографията на атическия гръцки диалект. Тукидид е преди всичко историк на своето време, на съвременната история, за разлика от Херодот, които е историк на миналото. В тази връзка той (в сравнение с Херодот) е поставил и издигнал на преден план ново изискване към историческия разказ, а именно за максимална точност и критическа проверка на всеки съобщен факт. Именно сблъсквайки се с трудността на проверката на фактите от съвременната история е послужил като основание Тукидид да се отнася с голямо недоверие към преданията на миналото и значително по-късно извършваните исторически изследвания на миналото, поради което във встъпителния очерк относно по-стария период от гръцката история той се ограничава само до реконструиране на най-общата картина на развитието, без да гарантира достоверността на отделните сведения.
През ХVII в. английският политически философ Томас Хобс, чиято творба „Левиатан“ застъпва абсолютната монархия, се възхищава на Тукидид и през 1628 г. за пръв път превежда творбите му от гръцки на английски. Тукидид, Хобс и Макиавели са смятани за бащите на политическия реализъм, според които държавната политика трябва да се съсредоточи основно върху необходимостта от поддържане на военна и икономическа мощ, а не от идеалите или етиката. Позитивистите на XIX в. в лицата на немските философи Фридрих Шелинг, Фридрих Шлегел и Фридрих Ницше твърдят, че Тукидид е изобразен „като човек, който в културата с най-безпристрастно познаване на света, намира своето последно славно цвете“. За Едуард Майер, Томас Маколи и Леополд фон Ранке, които са инициатори на модерния източник на историческото писане, Тукидид отново е исторически модел.
Поради преждевременната му смърт „История на Пелопонеската война“ остава незавършена и прекъсва внезапно насред разказа за събитията от 411 г. пр.н.е. Освен това в последната, осма книга на Тукидид се забелязват някои различия в сравнение с останалите книги, затова са се изказвали мнения, че тя е написана от дъщеря му или от историка Ксенофонт. Тези предположения обаче са отхвърлени още в античността, като различията спрямо предишните книги са отдадени на факта, че книгата не е била завършена и редактирана. За издаването и популяризирането на Историята на Тукидид след смъртта му се погрижил Ксенофонт. Ксенофонт продължил съчинението на Тукидид в своята „Гръцка история“, чиито първи изречения – без никакво предисловие – довършват разказа, започнат в последните изречения на Тукидидовата История; друг продължител на Тукидид е Теопомп.